# 罗尚博伯爵
让·巴蒂斯特·多纳西安·德·维默尔，罗尚博伯爵（法語：Jean Baptiste Donatien de Vimeur, comte de Rochambeau，法語發音：[ʒɑ̃ batist dɔnasjɛ̃ də vimœʁ kɔ̃t də ʁɔʃɑ̃bo]；1725年7月1日—1807年5月10日），法国军事家，法国贵族和元帅。罗尚博伯爵在協助美国赢得独立战争的過程中，立下赫赫戰功。在此期间，他担任法国远征军总司令，率領法軍支援美國革命，帮助美国大陆军对抗英军，在維吉尼亞州的約克鎮擊敗英軍。他被认为是美利坚合众国开国元勋之一。

## 生平

### 军事生涯

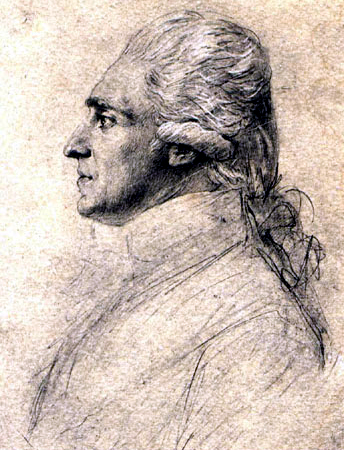
罗尚博伯爵

罗尚博生于奥尔良的旺多姆（今卢瓦尔-谢尔省）。在布卢瓦入读耶稣会大学，在他的哥哥死后，他进入了一个骑兵团，曾在波西米亚、巴伐利亚服役，参加了奥地利王位继承战争莱茵河战役，1747年他获得上校军衔。
他参加了1748年马斯特里赫特包围战，1749年成为旺多姆总督，七年战争爆发，1756年参加米诺卡岛战役，以战功被晋升为准将。1758年他在德国作战，特别是在克雷费尔德和克洛斯特营（Clostercamp）战役中，他几次受伤。

### 美国独立战争

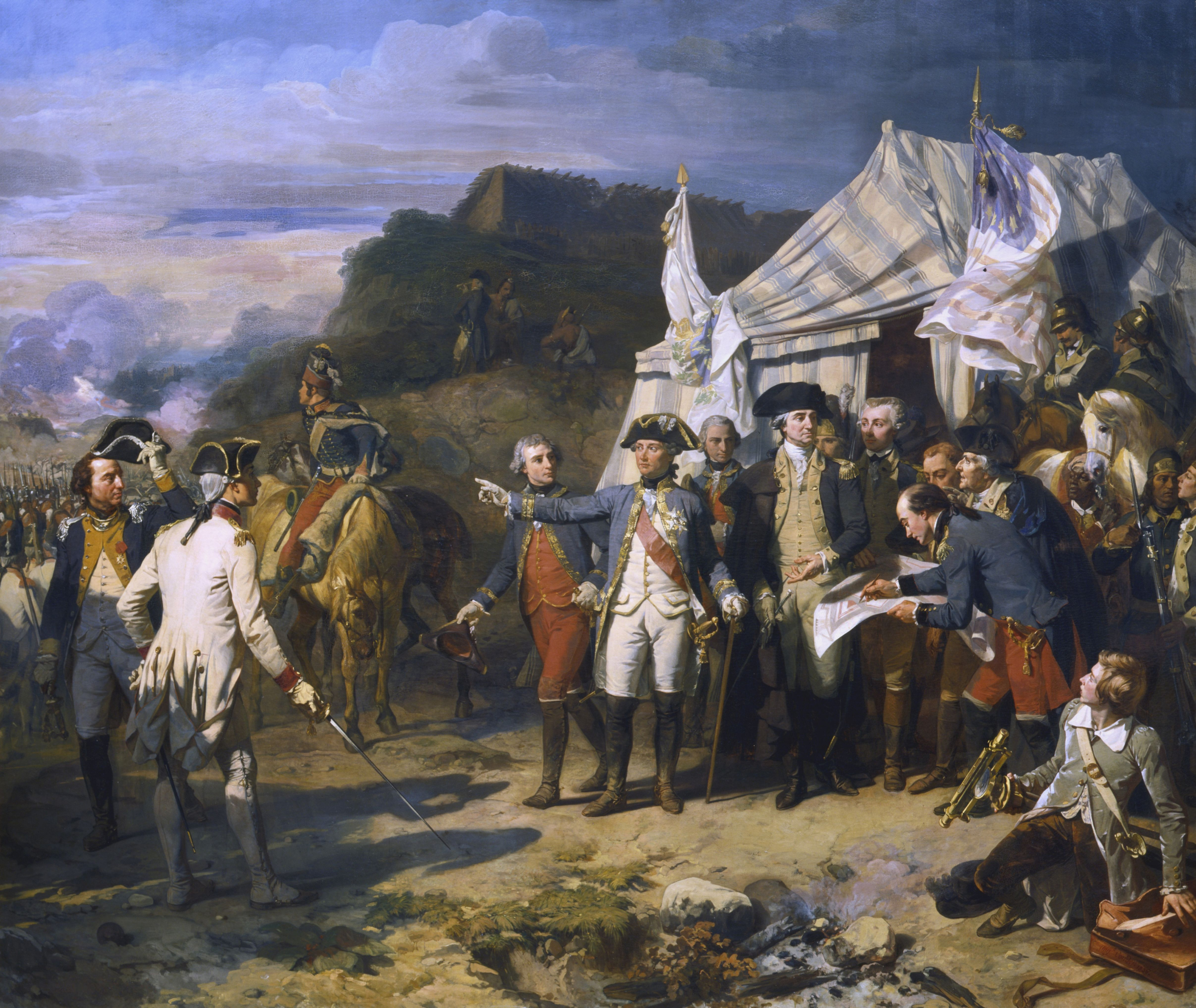
《约克城包围战》， 奥古斯特·库代油画。罗尚博和华盛顿在战斗之前发布命令

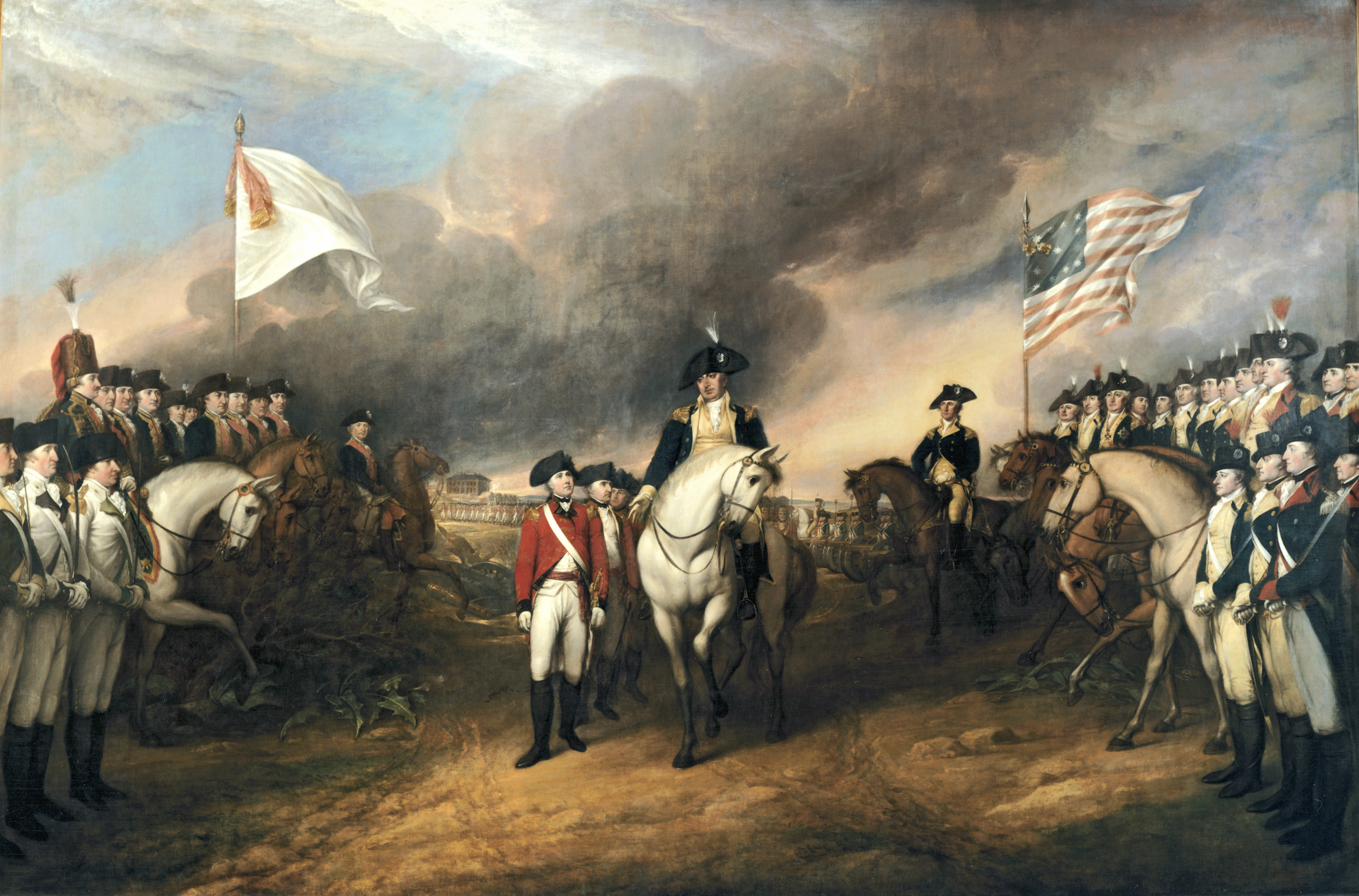
《康华利在约克镇投降》，约翰·特鲁姆布油画。 描绘康沃利斯向法国军队的罗尚博（左）和美国军队的华盛顿（右）投降

1780年，罗尚博受命指挥法国特别远征军（Expédition Particulière） 。他获得中将军衔，指挥约7000人的法国部队，并加入美国大陆军。在美国独立战争中，他指挥的军队比华盛顿还要多。1781年他参加著名的约克城围攻战和切萨皮克湾海战。9月22日，他们联合拉斐特侯爵的军队并迫使英军康华利在10月19日投降。为酬谢他的帮助，美国国会送给他两门来自英国的大炮。这些武器在罗尚博回到旺多姆后于1792年被征用。
他是辛辛那提协会原始成员之一。

### 回到法国
在他返回法国时，他被路易十六国王授予皮卡第（历史上法国北部的一个省）总督。
在法国大革命期间，他指挥北方军团（L'Armée du Nord），1791年12月28日被授予法国元帅。1792年辞职，恐怖统治期间被捕，但他躲过了断头台。拿破仑·波拿巴在1804年建立法兰西第一帝国后，得到养老金，1807年5月10日在卢瓦尔-谢尔省托雷去世。

## 遗产

### 荣誉
罗尚博的雕像由费迪南德·哈马尔创作，位于在华盛顿特区拉斐特广场，1902年5月24日作为礼物从法国送到美国，由西奥多·罗斯福总统揭幕。法国大使代表是Jules Cambon大使、Fournier海军上将和Joseph Brugère将军，拉斐特和罗尚博的家族代表也出席了仪式。
1934年，美国人A. Kingsley Macomber捐赠一座罗尚博的雕像，坐落于罗得岛纽波特，雕塑是一尊巴黎雕像的复制品。
法国海军以他的名字命名装甲护卫舰。
罗尚博号运输船在二战期间在美国海军服役。2009年3月30日周一，美国总统奥巴马签署综合公共土地管理法案，其中的一个条款指定华盛顿-罗尚博革命路线是国家历史遗址。
- 康涅狄格州有许多以罗尚博命名的中学、购物中心和街道，84号州际公路的罗尚博大桥，Southbury和Newtown之间的美国6号高速公路的罗尚博桥。
- 法国国际学校（法国公立中学）在马里兰州的贝塞斯达的罗尚博公立中学（Lycée Rochambeau）。
- 华盛顿特区波多马克河上的一座桥梁也以罗尚博命名。

### 回忆录
- 1809年：罗尚博回忆录《Mémoires militaires, historiques et politiques, de Rochambeau》 ，由Jean-Charles-Julien Luce de Lancival编辑出版.

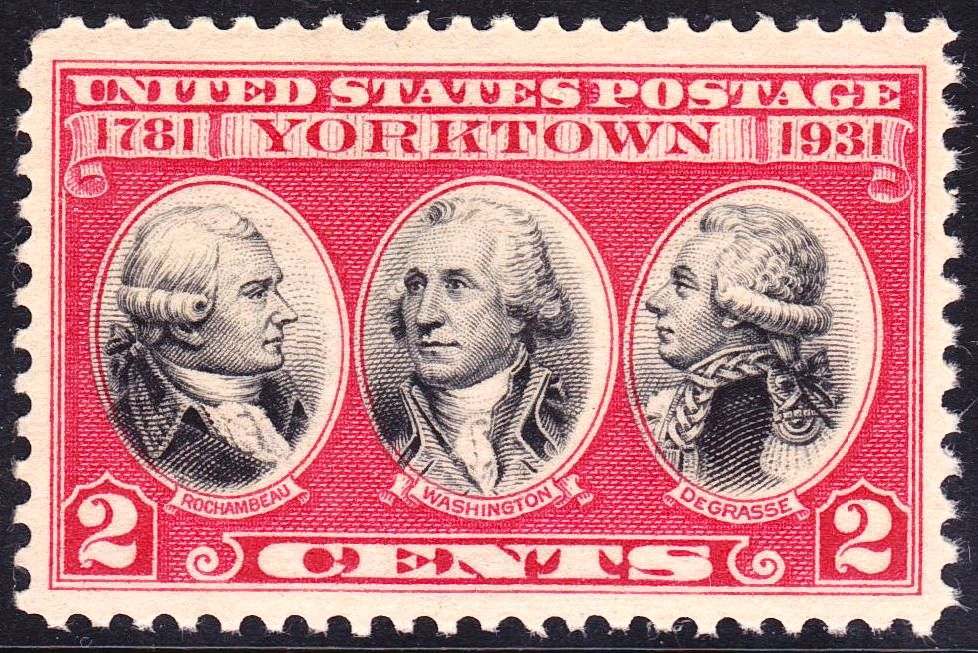
美国邮票，1931年发行。纪念罗尚博、乔治·华盛顿和德格拉斯，1781年约克镇胜利150周年
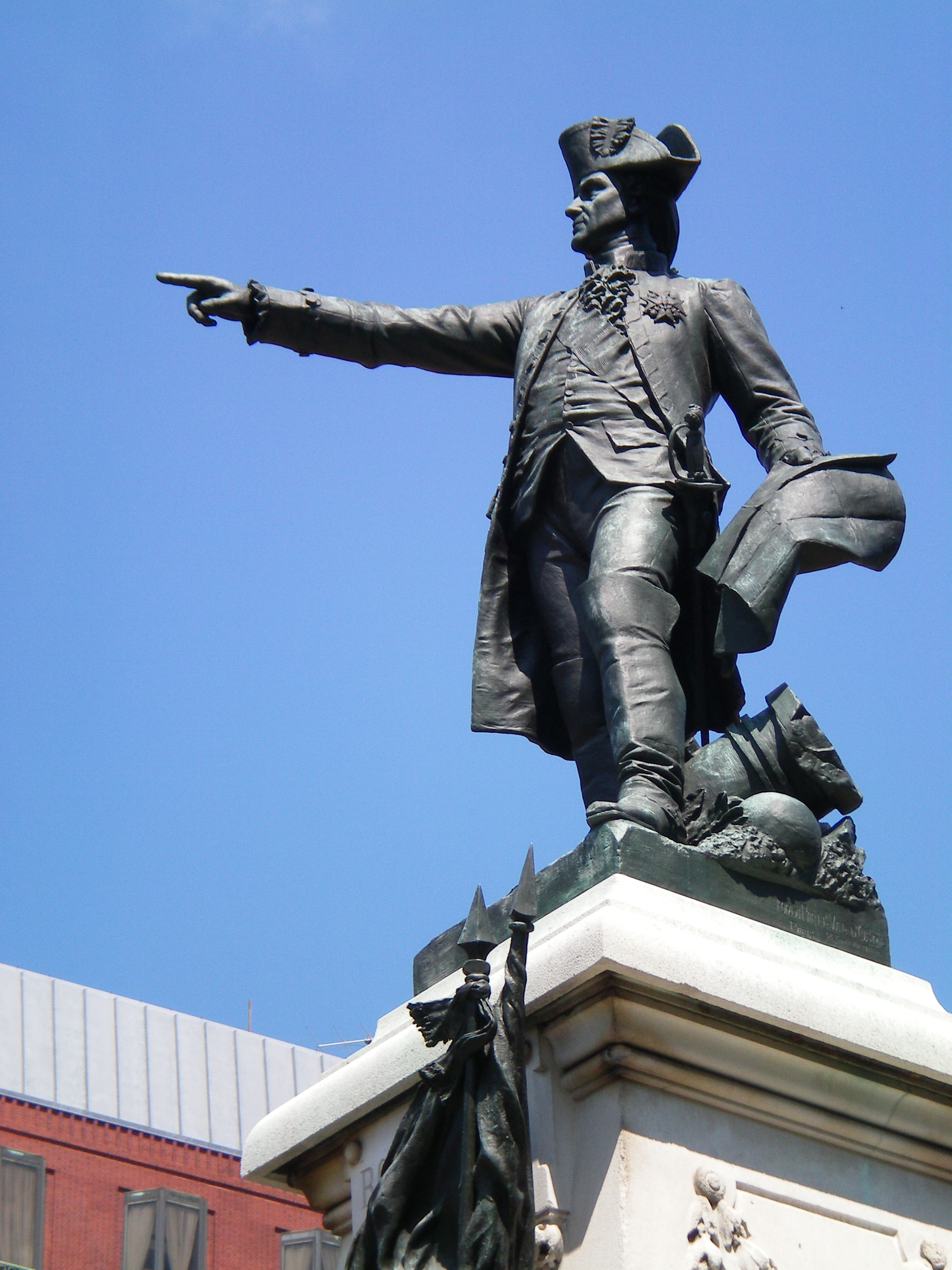
华盛顿特区拉斐特公园罗尚博伯爵塑像
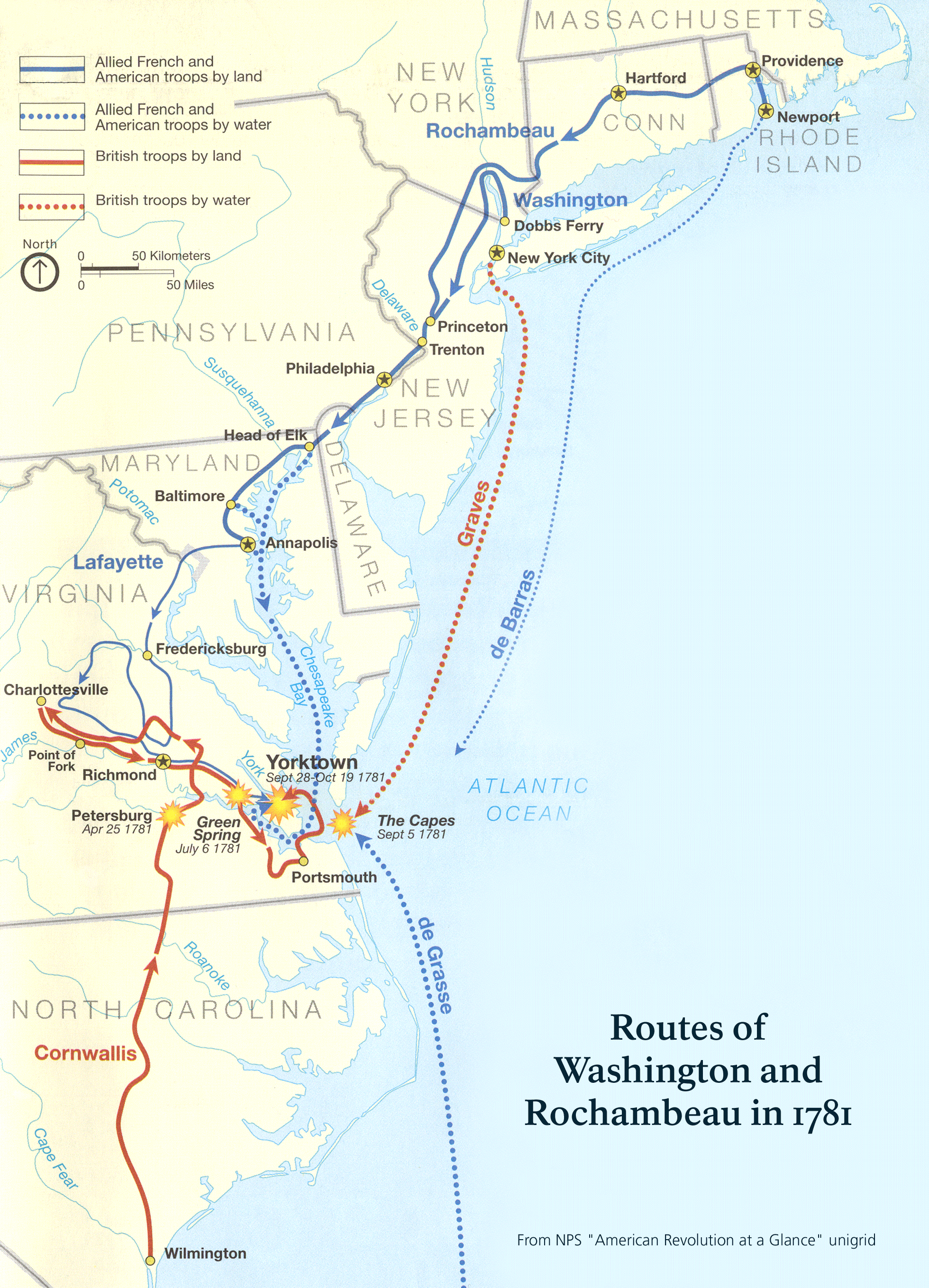
華盛頓-罗尚博革命路線圖
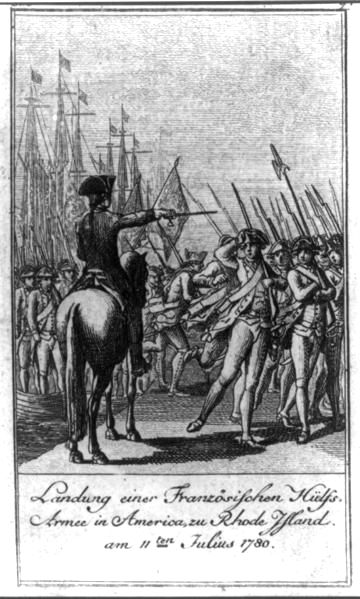
1780年7月11日在罗尚博伯爵指挥下罗德岛的纽波特登陆的法国辅助军

## 个人纹章
| 纹章 | 格言                                        |
| ---- | ------------------------------------------- |
|      | VIVRE EN PREUX, Y MOURIR 生而无畏，死亦无悔 |